# Stazione meteorologica di Bari Palese
La stazione meteorologica di Bari Palese è la stazione meteorologica di riferimento per il Servizio meteorologico dell'Aeronautica Militare e per l'Organizzazione meteorologica mondiale, relativa alla città di Bari.

## Caratteristiche
La stazione meteorologica, gestita dall'ENAV, si trova nell'Italia meridionale, in Puglia, nell'entroterra della città di Bari, presso l'aeroporto di Palese, a 44 metri s.l.m. e alle coordinate geografiche 41°07′58.85″N 16°45′00.29″E

## Medie climatiche ufficiali

### Dati climatologici 1971-2000
In base alle medie climatiche del trentennio 1971-2000, la temperatura media del mese più freddo, gennaio, è di +8,8 °C, mentre quella del mese più caldo, agosto, è di +24,3 °C; mediamente si contano 4 giorni di gelo all'anno e 31 giorni annui con temperatura massima uguale o superiore ai 30 °C. Nel trentennio esaminato, i valori estremi di temperatura sono i +44,8 °C dell'agosto 1994 (valore però inferiore ai +45,6 °C registrati nel luglio 2007) e i -5,9 °C del gennaio 1993.
Le precipitazioni medie annue si attestano a 563 mm, mediamente distribuite in 70 giorni, con minimo in estate, picco massimo in autunno e massimo secondario in inverno per gli accumuli totali stagionali.
L'umidità relativa media annua fa registrare il valore di 71,3% con minimo di 65% a luglio e massimi di 77% a novembre e a dicembre; mediamente si contano 2 giorni all'anno con episodi nebbiosi.
Di seguito è riportata la tabella con le medie climatiche e i valori massimi e minimi assoluti registrati nel trentennio 1971-2000 e pubblicati nell'Atlante Climatico d'Italia del Servizio meteorologico dell'Aeronautica Militare relativo al medesimo trentennio.
| Bari Palese (1971-2000)         | Mesi        | Mesi        | Mesi        | Mesi        | Mesi        | Mesi        | Mesi        | Mesi        | Mesi        | Mesi        | Mesi        | Mesi        | Stagioni | Stagioni | Stagioni | Stagioni | Anno  |
| Bari Palese (1971-2000)         | Gen         | Feb         | Mar         | Apr         | Mag         | Giu         | Lug         | Ago         | Set         | Ott         | Nov         | Dic         | Inv      | Pri      | Est      | Aut      | Anno  |
| ------------------------------- | ----------- | ----------- | ----------- | ----------- | ----------- | ----------- | ----------- | ----------- | ----------- | ----------- | ----------- | ----------- | -------- | -------- | -------- | -------- | ----- |
| T. max. media (°C)              | 12,6        | 12,9        | 15,0        | 18,0        | 22,8        | 26,8        | 29,2        | 29,2        | 25,9        | 21,5        | 16,8        | 13,9        | 13,1     | 18,6     | 28,4     | 21,4     | 20,4  |
| T. min. media (°C)              | 4,9         | 4,8         | 6,3         | 8,6         | 12,9        | 16,7        | 19,3        | 19,4        | 16,3        | 12,6        | 8,6         | 6,2         | 5,3      | 9,3      | 18,5     | 12,5     | 11,4  |
| T. max. assoluta (°C)           | 24,0 (1979) | 24,0 (1990) | 27,2 (1977) | 32,6 (1985) | 39,1 (1994) | 41,4 (1982) | 43,3 (2000) | 44,8 (1994) | 39,0 (1988) | 35,2 (1979) | 26,8 (2000) | 23,0 (1989) | 24,0     | 39,1     | 44,8     | 39,0     | 44,8  |
| T. min. assoluta (°C)           | −5,9 (1993) | −3,0 (1979) | −2,4 (1987) | 0,0 (1988)  | 5,3 (1987)  | 7,8 (1986)  | 12,8 (1971) | 12,8 (1976) | 8,4 (1979)  | 4,0 (1972)  | 0,0 (1977)  | −1,6 (1976) | −5,9     | −2,4     | 7,8      | 0,0      | −5,9  |
| Giorni di calura (Tmax ≥ 30 °C) | 0           | 0           | 0           | 0           | 0           | 5           | 11          | 12          | 3           | 0           | 0           | 0           | 0        | 0        | 28       | 3        | 31    |
| Giorni di gelo (Tmin ≤ 0 °C)    | 1           | 1           | 1           | 0           | 0           | 0           | 0           | 0           | 0           | 0           | 0           | 1           | 3        | 1        | 0        | 0        | 4     |
| Precipitazioni (mm)             | 53,7        | 64,2        | 42,0        | 40,5        | 34,9        | 23,3        | 25,4        | 30,4        | 59,7        | 61,5        | 72,7        | 54,3        | 172,2    | 117,4    | 79,1     | 193,9    | 562,6 |
| Giorni di pioggia               | 7           | 8           | 7           | 6           | 5           | 4           | 3           | 4           | 5           | 6           | 8           | 7           | 22       | 18       | 11       | 19       | 70    |
| Giorni di nebbia                | 1           | 1           | 0           | 0           | 0           | 0           | 0           | 0           | 0           | 0           | 0           | 0           | 2        | 0        | 0        | 0        | 2     |
| Umidità relativa media (%)      | 76          | 73          | 72          | 69          | 69          | 66          | 65          | 67          | 70          | 75          | 77          | 77          | 75,3     | 70       | 66       | 74       | 71,3  |

### Dati climatologici 1961-1990
In base alle medie di riferimento trentennale (1961-1990), la temperatura media del mese più freddo, gennaio, si attesta a +8,6 °C, mentre quella del mese più caldo, luglio, è di +23,8 °C. Nel medesimo trentennio, la temperatura minima assoluta ha toccato i -4,7 °C nel gennaio 1987 (media delle minime assolute annue di -0,9 °C), mentre la massima assoluta ha toccato i +42,0 °C nel luglio 1985 (media delle massime assolute annue di +37,9 °C).
La nuvolosità media annua si attesta a 3,6 okta giornalieri, con minimo di 1,7 okta giornalieri a luglio e massimi di 4,8 okta giornalieri a gennaio e a febbraio.
Le precipitazioni medie annue sono inferiori ai 600 mm, con un minimo relativo in estate ed un picco in autunno molto moderato.
La pressione atmosferica media annua normalizzata al livello del mare è di 1014,3 hPa, con massimo di 1017 hPa ad ottobre e minimo di 1012 hPa a dicembre.
L'umidità relativa media annua fa registrare il valore di 70,6% con minimo di 64% a luglio e massimo di 78% a dicembre.
| Bari Palese (1961-1990)          | Mesi        | Mesi        | Mesi        | Mesi        | Mesi        | Mesi        | Mesi        | Mesi        | Mesi        | Mesi        | Mesi        | Mesi        | Stagioni | Stagioni | Stagioni | Stagioni | Anno    |
| Bari Palese (1961-1990)          | Gen         | Feb         | Mar         | Apr         | Mag         | Giu         | Lug         | Ago         | Set         | Ott         | Nov         | Dic         | Inv      | Pri      | Est      | Aut      | Anno    |
| -------------------------------- | ----------- | ----------- | ----------- | ----------- | ----------- | ----------- | ----------- | ----------- | ----------- | ----------- | ----------- | ----------- | -------- | -------- | -------- | -------- | ------- |
| T. max. media (°C)               | 12,1        | 12,7        | 14,7        | 17,9        | 22,2        | 25,8        | 28,4        | 28,3        | 25,4        | 21,0        | 17,1        | 13,5        | 12,8     | 18,3     | 27,5     | 21,2     | 19,9    |
| T. min. media (°C)               | 5,0         | 5,3         | 6,7         | 9,0         | 12,9        | 16,6        | 19,1        | 19,1        | 16,5        | 12,8        | 9,1         | 6,4         | 5,6      | 9,5      | 18,3     | 12,8     | 11,5    |
| T. max. assoluta (°C)            | 24,0 (1979) | 24,0 (1990) | 27,2 (1977) | 32,6 (1985) | 37,4 (1969) | 41,4 (1982) | 42,0 (1985) | 41,2 (1965) | 39,0 (1988) | 35,2 (1979) | 27,0 (1963) | 23,0 (1978) | 24,0     | 37,4     | 42,0     | 39,0     | 42,0    |
| T. min. assoluta (°C)            | −4,7 (1987) | −3,0 (1963) | −3,0 (1963) | 0,0 (1988)  | 5,3 (1970)  | 7,8 (1986)  | 12,8 (1969) | 12,8 (1976) | 8,4 (1979)  | 4,0 (1972)  | 0,0 (1977)  | −3,6 (1961) | −4,7     | −3,0     | 7,8      | 0,0      | −4,7    |
| Nuvolosità (okta al giorno)      | 4,8         | 4,8         | 4,5         | 4,2         | 3,6         | 2,8         | 1,7         | 1,8         | 2,7         | 3,7         | 4,4         | 4,7         | 4,8      | 4,1      | 2,1      | 3,6      | 3,6     |
| Precipitazioni (mm)              | 50,8        | 57,2        | 52,1        | 47,4        | 36,7        | 32,0        | 27,0        | 39,2        | 62,0        | 64,6        | 54,1        | 63,0        | 171,0    | 136,2    | 98,2     | 180,7    | 586,1   |
| Giorni di pioggia                | 7           | 8           | 7           | 7           | 5           | 5           | 3           | 4           | 5           | 6           | 7           | 8           | 23       | 19       | 12       | 18       | 72      |
| Umidità relativa media (%)       | 77          | 74          | 72          | 68          | 68          | 65          | 64          | 65          | 68          | 72          | 76          | 78          | 76,3     | 69,3     | 64,7     | 72       | 70,6    |
| Pressione a 0 metri s.l.m. (hPa) | 1 015       | 1 014       | 1 014       | 1 013       | 1 014       | 1 014       | 1 014       | 1 013       | 1 016       | 1 017       | 1 015       | 1 012       | 1 013,7  | 1 013,7  | 1 013,7  | 1 016    | 1 014,3 |

### Dati climatologici 1951-1980
In base alle medie di riferimento trentennale (1961-1990), la temperatura media del mese più freddo, gennaio, si attesta attorno ai +8,7 °C, mentre quella del mese più caldo, agosto, è di circa +23,8 °C.
Nel medesimo trentennio, la temperatura minima assoluta ha toccato i -4,6 °C nel gennaio 1963 mentre la massima assoluta ha toccato i +41,6 °C nel luglio 1953.
| Bari Palese (1951-1980) | Mesi        | Mesi        | Mesi        | Mesi        | Mesi        | Mesi        | Mesi        | Mesi        | Mesi        | Mesi        | Mesi        | Mesi        | Stagioni | Stagioni | Stagioni | Stagioni | Anno |
| Bari Palese (1951-1980) | Gen         | Feb         | Mar         | Apr         | Mag         | Giu         | Lug         | Ago         | Set         | Ott         | Nov         | Dic         | Inv      | Pri      | Est      | Aut      | Anno |
| ----------------------- | ----------- | ----------- | ----------- | ----------- | ----------- | ----------- | ----------- | ----------- | ----------- | ----------- | ----------- | ----------- | -------- | -------- | -------- | -------- | ---- |
| T. max. media (°C)      | 12,1        | 13,0        | 14,7        | 17,7        | 22,0        | 26,0        | 28,4        | 28,5        | 25,3        | 20,9        | 17,1        | 13,7        | 12,9     | 18,1     | 27,6     | 21,1     | 20,0 |
| T. min. media (°C)      | 5,2         | 5,5         | 6,8         | 9,1         | 13,0        | 16,9        | 19,2        | 19,2        | 16,5        | 12,7        | 9,3         | 6,6         | 5,8      | 9,6      | 18,4     | 12,8     | 11,7 |
| T. max. assoluta (°C)   | 24,0 (1979) | 23,4 (1977) | 31,6 (1952) | 29,2 (1977) | 37,4 (1969) | 39,0 (1957) | 41,6 (1953) | 41,2 (1965) | 37,2 (1963) | 35,2 (1979) | 27,0 (1963) | 23,0 (1978) | 24,0     | 37,4     | 41,6     | 37,2     | 41,6 |
| T. min. assoluta (°C)   | −4,6 (1963) | −3,0 (1963) | −4,0 (1956) | 1,2 (1977)  | 3,6 (1957)  | 9,6 (1962)  | 12,8 (1960) | 12,8 (1976) | 8,4 (1979)  | 4,0 (1972)  | −1,0 (1957) | −3,6 (1961) | −4,6     | −4,0     | 9,6      | −1,0     | −4,6 |

### Dati climatologici 1931-1960
In base alle medie climatiche 1931-1960, la temperatura media del mese più freddo, gennaio, è di +8,3 °C (contro i +8,6 °C della media 1961-1990) mentre quella del mese più caldo, agosto, si attesta a +24,4 °C (contro rispettivamente i +23,8 °C di luglio e i +23,7 °C di agosto delle medie 1961-1990); la temperatura media annua fa registrare il valore di +16,0 °C (contro i +15,7 °C della media 1961-1990).
Mediamente si contano 6 giorni di gelo all'anno e 104 giornate in cui si registrano precipitazioni, anche se inferiori alla soglia di 1 mm del giorno di pioggia.
| Bari Palese (1931-1960)      | Mesi | Mesi | Mesi | Mesi | Mesi | Mesi | Mesi | Mesi | Mesi | Mesi | Mesi | Mesi | Stagioni | Stagioni | Stagioni | Stagioni | Anno |
| Bari Palese (1931-1960)      | Gen  | Feb  | Mar  | Apr  | Mag  | Giu  | Lug  | Ago  | Set  | Ott  | Nov  | Dic  | Inv      | Pri      | Est      | Aut      | Anno |
| ---------------------------- | ---- | ---- | ---- | ---- | ---- | ---- | ---- | ---- | ---- | ---- | ---- | ---- | -------- | -------- | -------- | -------- | ---- |
| T. max. media (°C)           | 11,5 | 13,1 | 15,0 | 17,0 | 21,5 | 25,6 | 29,6 | 29,7 | 26,0 | 22,0 | 17,8 | 13,0 | 12,5     | 17,8     | 28,3     | 21,9     | 20,2 |
| T. min. media (°C)           | 5,0  | 5,4  | 7,0  | 9,2  | 13,0 | 16,8 | 19,0 | 19,0 | 17,2 | 13,0 | 9,5  | 6,5  | 5,6      | 9,7      | 18,3     | 13,2     | 11,7 |
| Giorni di gelo (Tmin ≤ 0 °C) | 3    | 1    | 1    | 0    | 0    | 0    | 0    | 0    | 0    | 0    | 0    | 1    | 5        | 1        | 0        | 0        | 6    |
| Giorni di pioggia            | 12   | 11   | 10   | 11   | 8    | 5    | 3    | 4    | 6    | 10   | 11   | 13   | 36       | 29       | 12       | 27       | 104  |

## Valori estremi

### Temperature estreme mensili dal 1943 ad oggi
Nella tabella sottostante sono riportati i valori delle temperature estreme mensili registrate presso la stazione meteorologica dall'8 dicembre 1943 ad oggi. Nel periodo esaminato, la temperatura minima assoluta ha toccato i -7,6 °C nel gennaio 1947 mentre la massima assoluta ha raggiunto i +45,6 °C nel luglio 2007.
| Bari Palese (1943-2023) | Mesi        | Mesi        | Mesi        | Mesi        | Mesi        | Mesi        | Mesi        | Mesi        | Mesi        | Mesi        | Mesi        | Mesi        | Stagioni | Stagioni | Stagioni | Stagioni | Anno |
| Bari Palese (1943-2023) | Gen         | Feb         | Mar         | Apr         | Mag         | Giu         | Lug         | Ago         | Set         | Ott         | Nov         | Dic         | Inv      | Pri      | Est      | Aut      | Anno |
| ----------------------- | ----------- | ----------- | ----------- | ----------- | ----------- | ----------- | ----------- | ----------- | ----------- | ----------- | ----------- | ----------- | -------- | -------- | -------- | -------- | ---- |
| T. max. assoluta (°C)   | 24,0 (1979) | 25,1 (2016) | 31,6 (1952) | 32,6 (1985) | 39,1 (1994) | 45,5 (2007) | 45,6 (2007) | 44,8 (1994) | 39,1 (1944) | 35,2 (1979) | 28,7 (2013) | 24,0 (2004) | 25,1     | 39,1     | 45,6     | 39,1     | 45,6 |
| T. min. assoluta (°C)   | −7,6 (1947) | −3,0 (1963) | −5,4 (1949) | −0,9 (2003) | 3,6 (1957)  | 7,8 (1986)  | 11,8 (1948) | 12,4 (1949) | 8,4 (1979)  | 4,0 (1972)  | −1,0 (1957) | −3,6 (1961) | −7,6     | −5,4     | 7,8      | −1,0     | −7,6 |